# 이드 테크 4
이드 테크 4(id Tech 4)는 둠 3 엔진(Doom 3 engine)으로 널리 알려진, 이드 소프트웨어에서 개발한 게임 엔진으로 비디오 게임 둠 3에 처음 사용되었다. 이 엔진은 둠 엔진, 퀘이크 엔진과 같은 이전 게임 엔진을 만든 존 카맥이 설계했다. 이 엔진들은 이 분야에서 중요한 발전으로 널리 인식되고 있다. 이 OpenGL 기반 게임 엔진은 퀘이크 4, 프레이 (2006년 비디오 게임), 에너미 테리토리: 퀘이크 워즈, 울펜스타인(Wolfenstein) 및 브링크(Brink)에서도 사용되었다. 이드 테크 4는 GNU General Public License v3.0 이상의 조건에 따라 라이선스가 부여된다.

## 같이 보기
- 이드 테크 3
- 이드 테크 5
- 게임 엔진 목록